# Vernon (Kalifornien)
Vernon ist eine Stadt im Los Angeles County im US-Bundesstaat Kalifornien. Das U.S. Census Bureau hat bei der Volkszählung 2020 eine Einwohnerzahl von 222 ermittelt.
Der Bevölkerungshöchststand wurde bei der Volkszählung im Jahr 1930 mit 1269 Einwohnern erreicht. Trotz einer Bevölkerungsdichte von lediglich 17 Einwohnern pro Quadratkilometern – weniger als die meisten ländlichen Siedlungen – ist Vernon keine Geisterstadt: Die Gemeinde besteht fast ausschließlich aus Gewerbe- und Industriegebieten, deren Betriebe zusammen 46.000 bis 54.000 Arbeitsplätze anbieten. Konsequenterweise lautet auch das Motto auf dem offiziellen Stadtwappen "Exclusively Industrial" (engl.: ausschließlich industriell). Die größten Arbeitgeber sind Bon Appetit Bakery und Farmer John Meat Packing.
2006 und erneut im Jahr 2010 wurden Korruptionsvorwürfe gegen Verantwortliche der Stadt erhoben. Vom Distriktstaatsanwalt von Los Angeles wurde versucht, die Aufhebung der Gebietskörperschaft von Vernon zu erreichen. Die Stadt konnte ihre Eigenständigkeit nur durch einschneidende Reformen sichern, u. a. wurde durch Errichtung der Wohnanlage "Vernon Village Park" die Einwohnerzahl verdoppelt.
Seit 2022 werden Pläne ausgearbeitet, um ein 340 Hektar großes Areal im Westen der Stadt namens Westside zu gemischter Nutzung für Einzelhandel, Kunst- und Medienunternehmen, Gastronomie und Wohnraum umzugestalten. Die Santa Fe Avenue soll hierzu von zwei auf eine Spur pro Richtung verschmälert werden, um Raum für Parkplätze, Radwege und Grünflächen zu schaffen. Der Gebäudebestand eigne sich hier besonders gut für Umnutzungen. Außerdem liegt das Areal nahe der Los Angeles Metro Rail Haltestellen Slauson Avenue und Vernon Avenue. Insgesamt sollen 10.500 m² Gewerbeflächen und knapp 900 Wohneinheiten entstehen, während etwa 51.800 m² Industriefläche wegfallen sollen.